# 新獨立鎮區 (明尼蘇達州聖路易斯縣)
新獨立鎮區（英語：New Independence Township）是位於美國明尼蘇達州聖路易斯縣的一個行政鎮區。

## 地方資料
新獨立鎮區的面積為92.51平方千米，當中陸地面積為90.23平方千米，而水域面積為2.28平方千米。根據2020年美國人口普查的數據，當地共有人口347人，而人口密度為每平方千米3.75人。